# Ulrich Buchholz
Ulrich Buchholz (* 22. Dezember 1893 in Landsberg a./Warthe; † 20. Juni 1974 in Mölln) war ein deutscher Generalleutnant der Luftwaffe im Zweiten Weltkrieg.

## Leben
Buchholz trat am 29. September 1913 in das 1. Ermländische Infanterie-Regiment Nr. 150 der Preußischen Armee ein. Mit Beginn des Ersten Weltkriegs wurde er am 3. August 1914 zum Leutnant befördert und war ab Juni 1915 bei der Fliegertruppe, erst als Beobachter im Bombengeschwader 2, später als Flugzeugführer in der Feldflieger-Abteilung 60 und der Jagdstaffel 20 (Jasta 20). Für sein Wirken wurde Buchholz mit beiden Klassen des Eisernen Kreuzes, dem Verwundetenabzeichen in Silber sowie der Hessischen Tapferkeitsmedaille ausgezeichnet.
Bei Kriegsende wechselte er zur Infanterie zurück und diente in der Reichswehr im 8. Infanterie-Regiment der 3. Division. Dort wurde er am 1. Juni 1924 zum Oberleutnant und am 1. Februar 1929 zum Hauptmann befördert. 1931 absolvierte er einen Lehrgang an der Fliegerschule der Reichswehr in Lipezk.
Am 1. Juli 1935 übernahm er als Major Aufgaben in der neu gegründeten Luftwaffe als Zweiter Generalstabsoffizier (IIa) im Stab des Luftkreiskommandos IV in Münster. Nachdem er am 1. Oktober 1936 zum Oberstleutnant befördert worden war, wechselte er am 1. Oktober 1937 auf den Posten des Kommandeurs der Flugzeugführerschule C 2 (FFS C 2) in Neuruppin. Anschließend wurde er am 1. Dezember 1938 zum Oberst befördert und ging nach dem Beginn des Zweiten Weltkriegs am 1. September 1939 nach Prag, um die Funktion des Höheren Fliegerausbildungskommandeurs 6 zu übernehmen. Am 1. Februar 1941 übernahm er als Geschwaderkommodore das Kampfgeschwader z.b.V. 3 und führte es bis zum 15. Januar 1943. Hier wurde er am 1. Dezember 1941 zum Generalmajor befördert. Ab 15. Januar 1943 übte er das Amt des Lufttransportführers Mittelmeer aus und war der Luftflotte 2 unterstellt. Für seine Führung erhielt er am 15. September 1943 das Deutsche Kreuz in Gold. Zuvor war seine Dienststelle in Lufttransportführer I Südost umbenannt worden. Auf diesem Posten erreichte ihn am 1. Februar 1944 die Beförderung zum Generalleutnant; anschließend übernahm er am 1. Oktober 1944 zeitweise als Kommandeur die 2. Fliegerausbildungsdivision, im Dezember 1944 die 1. Fliegerausbildungsdivision und von Dezember 1944 bis Februar 1945 die 2. Fliegerschuldivision. Am 20. Februar 1945 wurde er in die Führerreserve des OKL versetzt und geriet am Kriegsende, nach der bedingungslosen Kapitulation der Wehrmacht in alliierte Gefangenschaft, aus der er im Juni 1947 wieder entlassen wurde.